# Uplink (videogioco)
Uplink è un videogioco di simulazione di hacking, sviluppato e pubblicato nel 2001 dalla Introversion Software.

## Trama
Nel gioco, il giocatore assume il ruolo di un hacker nell'anno 2010, che lavora come agente della Uplink Corporation. Il personaggio, contattato dai clienti tramite la BBS della Uplink, svolge varie missioni compiendo diverse attività di hacking e cracking, guadagna denaro e può acquistare hardware e software da equipaggiare sul suo gateway. Un giorno, il personaggio riceve un'e-mail postuma da un agente defunto della Uplink che lavorava per la ARC (Andromeda Research Corporation), con la quale inizia di fatto la trama. Nel messaggio viene spiegato come la ARC starebbe sviluppando un virus conosciuto come Revelation, che dovrebbe distruggere Internet; contemporaneamente la Arunmor, una compagnia rivale, starebbe cercando di fermare la ARC sviluppando il software Faith per contrastare il virus. Il personaggio può quindi scegliere se lavorare per la ARC o per la Arunmor, con un'ampia libertà di scelta su come proseguire nel gioco, che può avere diversi finali. Ad esempio, le missioni per la ARC o per la Arunmor (che determinano la trama del gioco) sono di per sé opzionali e possono essere ignorate dal giocatore, che può continuare a svolgere normali missioni di hacking.

## Stile
Uplink mira a ricreare scenari di hacking simili a quelli cinematografici dei film Hackers, I signori della truffa, Wargames - Giochi di guerra e Codice: Swordfish. Nel gioco possono essere notati riferimenti a fatti realmente accaduti o citazioni dei film menzionati; ad esempio sono presenti il server della Steve Jackson Games (che risulta sequestrato, come accaduto durante l'operazione Sundevil) e un sistema di controllo per un missile nucleare (citazione di Wargames - Giochi di guerra). Il tema dell'hacking è stato rappresentato in modo stilizzato e semplificato, ma ha comunque sortito alcune controversie.
Il gioco ha alcune caratteristiche inusuali, tra cui un client IRC incorporato per comunicare con altri giocatori ed una funzione multi monitor, che permette di giocare su due monitor tramite una connessione LAN ad un altro computer. Questa funzione è stata spesso confusa per multiplayer dai giocatori poiché nella prima versione è stata chiamata network.

## Colonna sonora
La colonna sonora del gioco è composta da diversi brani in formato S3M, MOD e XM. I file originali sono inclusi nel CD bonus che inizialmente veniva fornito in aggiunta gratuita a coloro che avevano fatto da referente per altri acquirenti. Il disco contiene anche alcuni brani che non sono stati inclusi nella colonna sonora, che è composta dalle seguenti tracce:
- Karsten Koch - The Blue Valley
- Peter Skaven Hajba - Deep in Her Eyes
- Timelord - Mystique parte 1 e 2
- Ryan Cramer - Digital Serenity
- Dual Crew - Symphonic

## Pubblicazione
Il gioco è stato pubblicato per GNU/Linux e Microsoft Windows direttamente da Introversion, mentre è stato portato e pubblicato per Mac rispettivamente da Contraband e Ambrosia Software. Chris Delay, uno dei progettisti del gioco, ha dichiarato in un'intervista di PC Gamer che non è stata realizzata alcuna pubblicità e che la fama di Uplink deriva unicamente dal passaparola tra utenti.
Una versione pubblicata negli Stati Uniti è stata pubblicata e distribuita da Strategy First con il titolo Uplink: Hacker Elite. Da quando Strategy First ha chiuso per bancarotta, viene distribuita con lo stesso nome da Stardock e TotalGaming.net. Il gioco è attualmente disponibile tramite un servizio di distribuzione online basato sul software Steam di Valve Software e nello store ufficiale della Introversion.
Sono state pubblicate varie patch per Uplink che è attualmente alla versione 1.55.

## Diritti diHacker Elite
Poco prima di fallire per bancarotta, Strategy First, distributrice della versione Hacker Elite, ha smesso di pagare i diritti a Introversion a causa dei problemi finanziari, ma ha continuato a vendere il gioco in concorrenza con Introversion. Alcune versioni di Uplink: Hacker Elite sono state modificate, quindi molte modifiche e patch non funzionano con questa versione.
Il 20 gennaio 2006, Introversion ha annunciato che avrebbe intrapreso azioni legali contro tutti i rivenditori di Uplink: Hacker Elite, ma non contro Stardock.
Da luglio 2006, il gioco è disponibile per i clienti del nord America tramite la distribuzione online IGN Direct2Drive mentre dal 23 agosto 2006 Uplink è disponibile per l'acquisto tramite il servizio Steam della Valve Software.

## Fan
Uplink ha un'affermata comunità di modders che hanno creato temi grafici e audio, gateway e altre aggiunte per il gioco. A metà 2003, Introversion ha iniziato a vendere il codice sorgente del gioco, assieme ad altri programmi di utilità nel CD aggiuntivo chiamato Uplink Developer CD. Questo ha portato ad un grande numero di modifiche del gioco da parte dei fan, tra cui nuovi temi grafici, suoni e musiche, nuovi tipi di missione, altri server su cui poter operare, nuovi programmi e sistemi di sicurezza e totali revisioni del gioco.